# Халльберг, Мелкер
Шарль Мелкер Отто Халльберг (швед. Charles Melker Otto Hallberg; род. 20 октября 1995[…], Юнгбюхольм, Кальмар) — шведский футболист, полузащитник клуба «Сент-Джонстон» и сборной Швеции.

## Клубная карьера
Халльберг — воспитанник клуба «Кальмар» из своего родного города. 13 апреля 2012 года в матче против «Мальмё» он дебютировал в Алсвенскан лиге. 15 июля в поединке против «Эльфсборга» Мелкер забил свой первый гол за клуб. В своём втором сезоне Хелльберг стал полноценным футболистом основного состава и по окончании сезона вошёл в число лучших молодых игроков чемпионата Швеции.
Летом 2014 года Мелкер перешёл в итальянский «Удинезе».

## Международная карьера
В 2013 году Хелльберг дебютировал за молодёжную сборную Швеции.
В 2017 году в составе молодёжной сборной Швеции Хелльберг принял участие в молодёжном чемпионате Европы в Польше. На турнире он сыграл в матчах против команд Англии, Польши и Словакии.